# Walisische Badmintonmeisterschaft 1989
Die Walisische Badmintonmeisterschaft 1989 fand in Holyhead statt. Es war die 37. Austragung der nationalen Titelkämpfe im Badminton in Wales.

## Titelträger
| Disziplin    | Sieger                     |
| ------------ | -------------------------- |
| Herreneinzel | Chris Rees                 |
| Dameneinzel  | Gail Davies                |
| Herrendoppel | Chris Rees Lyndon Williams |
| Damendoppel  | Sarah Doody Gail Davies    |
| Mixed        | Chris Rees Sarah Doody     |